# Interagente
Interagente, trata-se de uma nova proposta de substituição feita por profissionais da informação ao termo “usuário”.
Interagente é aquele que interage, sujeito que exerce ação mútua (com algo), afetando ou influenciando o desenvolvimento ou condição do outro.

## Interatividade na Biblioteconomia
Segundo Cortez (1987) ao definir aquele que busca informação no ambiente da biblioteca como ‘o usuário’, define-se então que o indivíduo é aquele que apenas faz  o uso da informação para fins próprios. Em outras palavras o termo carrega consigo uma ideia parcial, pois deixa implícito que a pessoa chega à biblioteca e simplesmente faz uso dos seus serviços e vai embora. A troca, a interatividade, reciproca do indivíduo com a biblioteca não ficam explícito neste termo.
O dicionário traz a definição de interatividade como uma ideia do compartilhar, uma troca, uma ação partilhada, que favorece a participação.
Os pesquisadores da área argumentam que entender o indivíduo que utiliza a biblioteca como um interagente é abrir espaço para uma participação mais efetiva; não só através de sugestões, mas também com a contribuição para a construção coletiva do conhecimento na sociedade.

## Validade do Termo
O termo usuário é atualmente o mais utilizado nas áreas de Biblioteconomia e Ciência da Informação, para referir-se as pessoas que utilizam os serviços da biblioteca ou unidade de informação, quanto aos sujeitos que apenas frequentam essas unidades, acessam e utilizam a informação, sejam eles: o leitor, o cientista, o pesquisador, o professor ou aluno, enfim todo sujeito que busca a informação através da suas mais diferentes plataformas e meios.
Ranganathan (2009) preferia chamar de ‘leitor’ aqueles que utilizavam a biblioteca como sua fonte de informação. Atualmente, também é utilizado o termo ‘cliente’ para nomear aqueles que frequentam o ambiente da biblioteca em busca de seus produtos e serviços.  Sendo assim o então termo “usuário” tem sido objeto de estudo e pesquisas, com a intenção de avaliar se esse termo ainda se adequa a seu perfil contemporâneo.
O termo usuário, quando utilizado, pode ser definido como aquele que faz uso da informação para melhorar seus trabalhos, pesquisas e conhecimentos, que utilizam os seus mais derivados serviços não somente os serviços de leitura, como também dos outros que as bibliotecas proporcionam como a fotocópia, traduções, entre outros.
A utilização do termo para definir tais sujeitos, passa a ideia de um indivíduo que chega à biblioteca e simplesmente faz uso daquilo que está sendo oferecido pela unidade de informação, aquele que entra, usa e sai. A troca, criatividade, a invenção, a interação e a intervenção escapa ao termo. Por isso tal termo tem sido alvo de reflexão sobre sua pertinência e permanência no contexto da informação atual: dinâmico e altamente colaborativo.
O termo Interagente é então, sugerido em substituição ao termo ‘usuário’.
O conceito ‘interatividade’ está presente nas mais diversas áreas do conhecimento (Museologia, Tecnologia da Informação, Biblioteconomia) e acompanha os estudos mais recentes sobre o uso de ferramentas tecnológicas e dos recursos digitais, no contexto de uma geração extremamente conectada. Pensando na Biblioteconomia, o termo interagente parece melhor definir o cidadão contemporâneo que está constantemente conectado as inovações e busca informação de maneira autônoma nos mais diversos meios, inclusive nas bibliotecas.
Para além da terminologia, busca-se com o termo Interagente fixar a ideia de um sujeito participativo e desligar-se de uma cultura impositiva de recepção do conhecimento.